# Skolekodonty

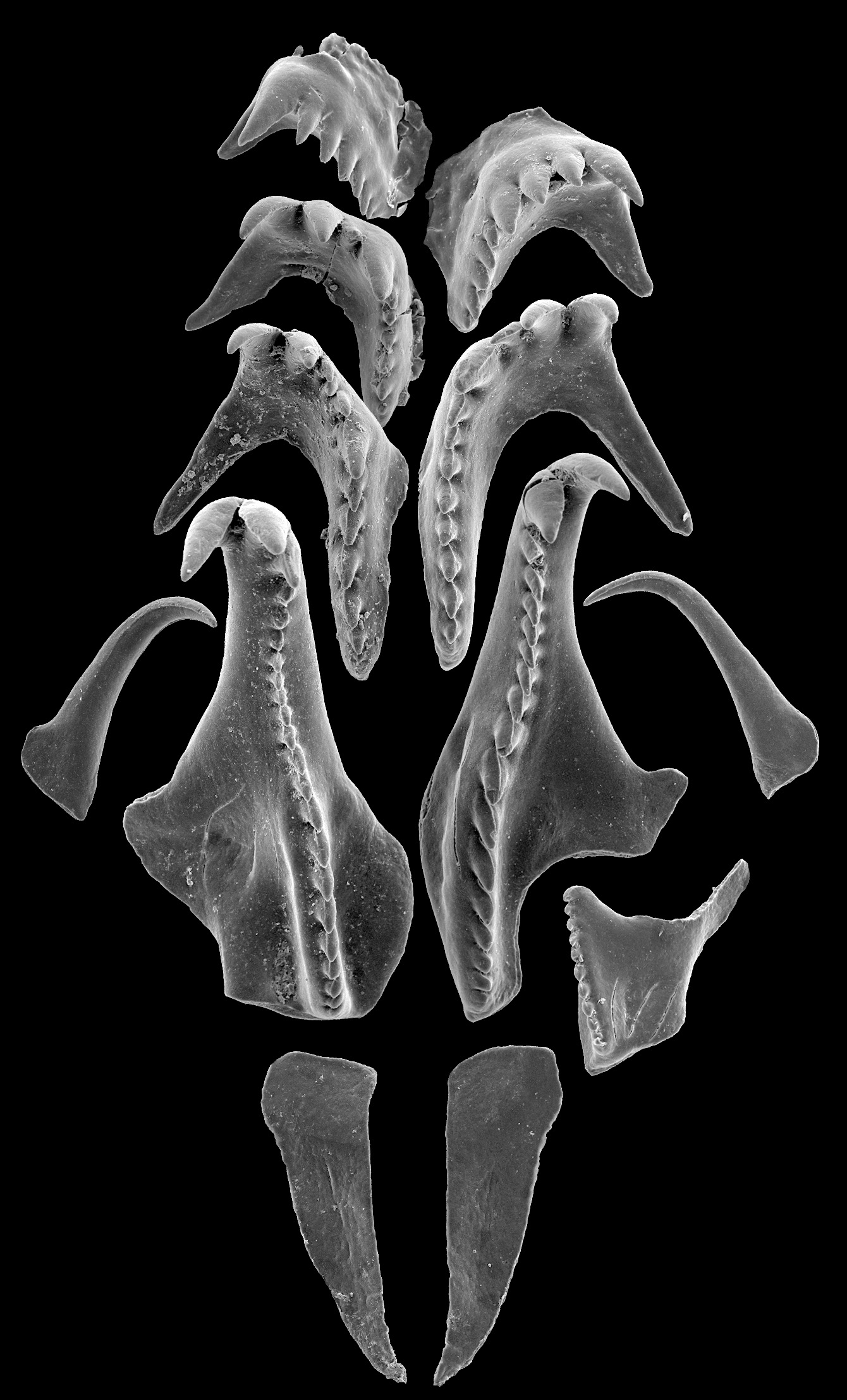
Rekonstrukcja aparatu szczękowego ordowickiego wieloszczeta Ramphoprion: poszczególne elementy aparatu to skolekodonty, największe mają długość około milimetra (zdjęcia z mikroskopu skaningowego)

Skolekodonty – elementy aparatów szczękowych wieloszczetów, często znajdowane jako mikroskamieniałości.

## Opis i występowanie
Wieloszczety z rzędu Eunicida posiadają aparaty szczękowe, składające się z pewnej liczby dolnych i górnych elementów (szczęk). Elementy te są najczęściej parzyste, ale ich kształty mogą być bardzo różne. Całe wieloszczety są w stanie kopalnym rzadkie, natomiast skolekodonty należą do częstych skamieniałości, ponieważ zbudowane są z bardzo odpornej substancji organicznej. 
Najstarsze skolekodonty znane są z górnego kambru, natomiast częste stają się od środkowego ordowiku.

## Historia badań
Pierwszym paleontologiem, który opisał izolowane szczęki wieloszczetów był Christian Heinrich Pander. Nazwę „skolekodonty” zaproponowali C. Croneis i H.W. Scott. 
W Polsce skolekodonty badali Zofia Kielan-Jaworowska, która opisała faunę z narzutniaków ordowickich i sylurskich oraz Hubert Szaniawski, pracujący na materiale z osadów jurajskich.